# Bà Rịa
Bà Rịa è una città del Vietnam, situata nella provincia di Ba Ria-Vung Tau, della quale è il capoluogo.